# Šupichova vila
Šupichova vila je sídelní vila v Havlíčkově Brodě, která byla postavena v roce 1881 v novorenesančním slohu v Nádražní ulici 128. Šlo o lukrativní lokalitu, dům stojí na rušné městské třídě spojující centrum města a budovu nádraží.

## Historie
Vilu vystavěl dle vlastního návrhu roku 1881 architekt, stavitel a člen městské rady Josef Šupich, provozovatel stavebního podnikatelství J. Šupich. Během studií na pražské německé polytechnice byl Šupich žákem Josefa Zítka. Vybudoval dvoupodlažní novorenesanční vilu, kde od té doby se svou rodinou žil, nedaleko městského nádraží, na jehož stavbě se významně podílel. Fasádu zdobí sgrafita, na hlavním průčelí jsou pak vyobrazeny stavitelské atributy.
Po smrti Josefa Šupicha roku 1923 dům zdědil mj. syn Prokop Šupich, též vzděláním architekt a stavitel, později starosta Německého Brodu. Vila prošla roku 1927 přestavbou.
Stavba je památkově chráněna od 1. září 2010 jako kulturní památka.